# Snake River Chippewa
Snake River Chippewa, naziv za bandu Chippewa Indijanaca koje je ime dobila prema lokalitetu na rijeci Snake River, pritoci St. Croixa u Minnesoti. Njihovo glavno naselje Chengwatana (ili točnije Zhingwaadena, (Pine Town), nalazilo se na donjem toku rijeke Snake, na području današnjeg okruga Pine, okrug (Minnesota)|Pine. Rijeka (nazivali su je Ginebigo-ziibi) je dobila ime po tome što su duž nje svoja naselja imali Sioux Indijanci, koje su Chippewe protjerali u ratovima zbog divlje vodene riže (Zizania aquatica).
Snake River Chippewe danas su dio plemena St. Croix ili Munominikasheenhug.